# Tell Ubaid
Tell Ubaid (arabsko العبيد) je nizek, razmeroma majhen tell (naselbinska gomila) zahodno od bližnjega Ura v guvernatu Dhi Qar v južnem Iraku. Večina ostankov je iz bakrene dobe Ubaidskega obdobja, za katerega je Tell Ubaid tipsko mesto, z zgodnjedinastičnim templjem in pokopališčem na najvišji točki. Bilo je kultno središče boginje Ninhursaga.

## Zgodovina arheoloških raziskav
To arheološko najdišče je leta 1919 prvi obdelal Henry Hall iz Britanskega muzeja. Našel je kamniti kip Kurlila iz zgodnje dinastije III. Kasneje je tam izkopaval C. L. Woolley leta 1923 in 1924, ki sta mu leta 1937 sledila Seton Lloyd in Pinhas Delougaz, slednji je delal za Orientalski inštitut Univerze v Chicagu.

## Tell Ubaid in njegovo okolje
Danes Tell Ubaid leži 250 kilometrov od Perzijskega zaliva, vendar je bila obala v Ubaidskem obdobju veliko bližje mestu. Tell ali naselbinska gomila je podolgovata gomila, ki meri približno 500 krat 300 metrov na približno osi sever-jug. Razteza se približno 2 metra nad trenutno površino. Izkopani zgodnjedinastični tempelj Ninḫursaĝa, A-Ane-pada, je na severnem robu mesta. Najdbe so vključevale friz iz bakrenega okvirja s pticami iz apnenca, postavljenimi na ozadje iz črnega skrilavca. Na templju so delali tudi v obdobju Ur III. Najdeno je bilo tudi pokopališče s 96 grobovi, večinoma iz zgodnjega dinastičnega obdobja.

## Zgodovina naselitve
Na spodnji ravni najdišča so bile velike količine ubaidske keramike in pripadajočih peči. Na površini najdišča so opazili tudi dokaze o izdelavi keramike. Velikost površinske razpršenosti kaže, da je bila proizvodnja keramike specializirana obrt, kar potrjuje najdbe z drugih najdišč v Ubaidu, kot je Eridu. Na tem mestu je bilo tudi pokopališče in nekaj najdb iz obdobja Džemdet Nasr. Tempelj Ninhursaga na vrhu je bil na očiščenem ovalu, podobnem tistemu v Khafadži. Zid, ki obdaja tempelj, je zgradil Šulgi iz tretje urske dinastije.

## Galerija
- Kamniti kip Kurlila, zgodnja dinastija III, 2500 pr. n. št. Tell Ubaid
- Deli mozaičnih stebrov z vhoda v tempelj Ninhursaga v Tell Ubaidu, 2800-2600 pr. n. št., Iraški narodni muzej
- Ležeča krava, del friza, je nekoč krasila pročelje templja Ninhursaga v Tell Ubaidu, 2800-2600 pr. n. št. Iraški narodni muzej
- Sumerska scena, molža krav in izdelava mlečnih izdelkov. S pročelja templja Ninhursaga v Tell Ubaidu, 2800-2600 pr. n. št. Iraški narodni muzej